# Pianosonatin
En pianosonatin är (normalt) mindre till formatet än en pianosonat.

## Exempel på pianosonatiner
- Harald Sæverud - 6 pianosonatiner
- Ferruccio Busoni - Pianosonatiner
- Béla Bartók - Pianosonatin
- Charles-Valentin Alkan - Pianosonatin